# Sunday Times (Zuid-Afrika)
De Zuid-Afrikaanse Sunday Times is een Engelstalige krant die elke zondag door Avusa Media Limited uitgegeven wordt. De krant heeft een oplage van 504.000 exemplaren en ongeveer 3,2 miljoen lezers. Dat maakt het dagblad tot de grootste zondagskrant in Zuid-Afrika. De krant is in 1906 opgericht.
De krant staat bekend vanwege zijn kritische houding ten aanzien van het ANC-bewind. De krant publiceerde onder meer over corruptie met betrekking tot een 6 miljard dollar kostende wapentransactie.
Op 5 november 2007 werd er bericht dat een consortium met daarin een aantal hoge regeringsambtenaren geprobeerd had om een bod te doen op 100 procent van de aandelen van de uitgever van de krant, Avusa Media Limited.

## Bron
1. ↑  (en) The Guardian